# Spratellicypris palata
Spratellicypris palata е вид лъчеперка от семейство Шаранови (Cyprinidae). Видът е критично застрашен от изчезване.